# 西尾隆矢
西尾 隆矢（にしお りゅうや、2001年5月16日 - ）は、大阪府八尾市出身のプロサッカー選手。Jリーグ・セレッソ大阪所属。ポジションはディフェンダー（DF）。

## 来歴
2018年3月2日、セレッソ大阪U-18チームのチームメイト12名と共に2種登録選手としてトップチームに登録された。
高校2年の6月23日、J3第15節のセレッソ大阪U-23対藤枝MYFCの試合に出場しJリーグデビューを果たした。
2020年よりセレッソ大阪のトップチームに昇格した。9月27日、J3第18節のセレッソ大阪U-23対Y.S.C.C.横浜の試合でプロ初ゴールを決めた。

### 生え抜きセンターバックコンビ
マテイ・ヨニッチ、木本恭生、片山瑛一といったディフェンダーが移籍した中、2021年2月27日、開幕戦の柏レイソル戦でレヴィー・クルピ監督がスタメンに抜擢してJ1デビューを果たす3月10日、第3節の清水エスパルス戦にてJ1初ゴールを記録。11月27日、大久保嘉人のホーム最終戦では逆転勝ちとなる決勝ゴールを決めた。西尾と同じく下部組織出身の生え抜きセンターバックである瀬古歩夢とコンビを組み、一般的に経験が重要視されるポジションでは異例の19歳と20歳という若さで、先発の座を掴んだ。西尾に関しては前年まで日本の3部リーグ「J3」の出場のみだった。12月7日、二人揃って日本代表に初招集された。
2024年、シーズン終盤から先発に定着し、第29節のガンバ大阪との大阪ダービーでシーズン初得点を決め1-0の完封勝利に貢献した。

## 人物
- J3のセレッソ大阪U-23があったおかげで、高校生からプロの試合経験を積むことができ、成長できたという。ちなみに、Jリーグが2020年限りでU-23チームを消滅させたため、同チームは既に存在しない[10]。
- 小学生まで学校の野球チームとサッカースクールの両方に通っていた。小学6年生時にセレッソ大阪から練習会に来てほしいと言われ、初めてセレッソ大阪の存在を知り、練習会でレベルの違いに驚いたが「強いチームでやれるチャンスがあるならやってみよう」と思い、そこでサッカー一本になった[11]。
- 2021年に試合に出始めた際には、大久保嘉人から「何でも良いから指示を出せ！」と言われ続けメンタルとコーチング面が鍛えられた[12]。
- 2022年7月に入籍[13]。
- 2022年は鳥海晃司との先発争いで、ベンチ要員となったが、清武弘嗣からは「自分にフォーカスしてる選手だから、心配していない」と信頼されていた[14]。
- 苦手なものは巨大なオブジェ[15]。

## 所属クラブ
- FCグラシオン
- 2014年 - 2016年 セレッソ大阪U-15
- 2017年 - 2019年 セレッソ大阪U-18（興國高等学校）
  - 2018年 - 2019年 セレッソ大阪（2種登録選手）
- 2020年 -  セレッソ大阪

## 個人成績
| 国内大会個人成績 | 国内大会個人成績 | 国内大会個人成績 | 国内大会個人成績 | 国内大会個人成績 | 国内大会個人成績 | 国内大会個人成績 | 国内大会個人成績 | 国内大会個人成績 | 国内大会個人成績 | 国内大会個人成績 | 国内大会個人成績 |
| 年度             | クラブ           | 背番号           | リーグ           | リーグ戦         | リーグ戦         | リーグ杯         | リーグ杯         | オープン杯       | オープン杯       | 期間通算         | 期間通算         |
| 年度             | クラブ           | 背番号           | リーグ           | 出場             | 得点             | 出場             | 得点             | 出場             | 得点             | 出場             | 得点             |
| 日本             | 日本             | 日本             | 日本             | リーグ戦         | リーグ戦         | リーグ杯         | リーグ杯         | 天皇杯           | 天皇杯           | 期間通算         | 期間通算         |
| ---------------- | ---------------- | ---------------- | ---------------- | ---------------- | ---------------- | ---------------- | ---------------- | ---------------- | ---------------- | ---------------- | ---------------- |
| 2020             | C大阪            | 43               | J1               | 0                | 0                | 0                | 0                | -                | -                | 0                | 0                |
| 2021             | C大阪            | 33               | J1               | 31               | 2                | 5                | 0                | 4                | 0                | 40               | 2                |
| 2022             | C大阪            | 33               | J1               | 24               | 0                | 5                | 0                | 1                | 0                | 30               | 0                |
| 2023             | C大阪            | 33               | J1               | 9                | 0                | 4                | 0                | 2                | 0                | 15               | 0                |
| 2024             | C大阪            | 33               | J1               | 29               | 2                | 1                | 0                | 1                | 0                | 31               | 2                |
| 通算             | 日本             | 日本             | J1               | 93               | 4                | 15               | 0                | 8                | 0                | 116              | 4                |
| 総通算           | 総通算           | 総通算           | 総通算           | 93               | 4                | 15               | 0                | 8                | 0                | 116              | 4                |

| 2018   | C大23  | -      | J3     | 2  | 0 | 2  | 0 |
| 2019   | C大23  | 43     | J3     | 26 | 0 | 26 | 0 |
| 2020   | C大23  | 43     | J3     | 25 | 1 | 25 | 1 |
| 通算   | 日本   | 日本   | J3     | 53 | 1 | 53 | 1 |
| 総通算 | 総通算 | 総通算 | 総通算 | 53 | 1 | 53 | 1 |

- 2018・2019年は2種登録選手。

## 代表歴
- U-15日本代表
  - 欧州遠征（2016年）
- U-16日本代表
  - U-16インターナショナルドリームカップ（2017年）
- U-17日本代表
  - 日メコン U-17サッカー交流大会（2018年）
- U-18日本代表
  - コパ・デル・アトランティコ（2019年）
  - SBSカップ 国際ユースサッカー（2019年）
  - スペイン遠征（2019年）
  - AFC U-19選手権・予選（2019年）
- U-19日本代表
  - 千葉トレーニングキャンプ（2020年）
- U-21日本代表
  - ドバイカップ（2022年）
  - AFCアジアカップ（2022年）
  - 欧州遠征（2022年）
- U-22日本代表
  - JFA夢フィールドキャンプ（2022年）
  - AFC U23アジアカップ予選（2023年）
- U-23日本代表
  - AFC U23アジアカップ（2024年）
  - パリオリンピック2024（2024年）
- 日本代表候補

## タイトル

### クラブ
セレッソ大阪U-15
- 高円宮杯 JFA 全日本U-15サッカー選手権大会（2015年）

### 代表
U-21日本代表
- ドバイカップU-23（2022年）[16]

U-23日本代表
- AFC U23アジアカップ（2024年）

### 個人
- NXGNJリーグ2022ベストイレブン (2022年)[17]